# V1687 Cygni

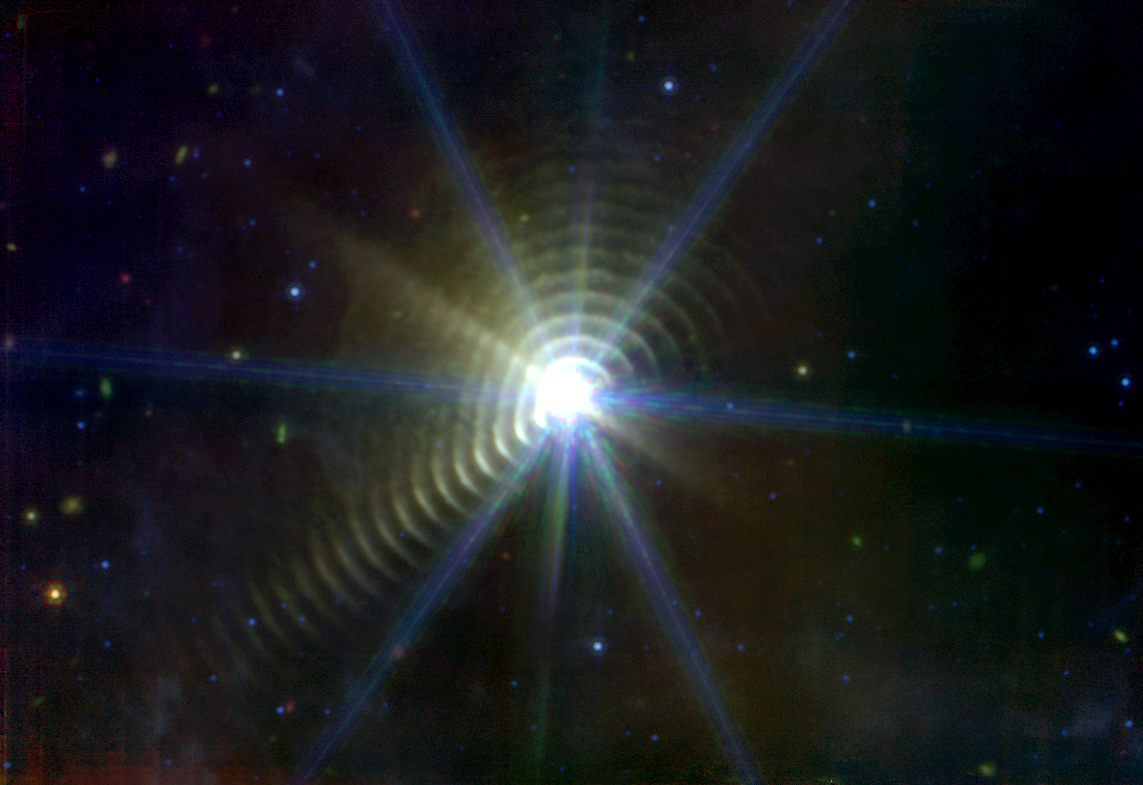
Esta imagen muestra WR 140 y su nebulosa con el instrumento de infrarrojo medio JWST, tomada en julio de 2022. La nebulosa está formada por el sistema binario

V1687 Cygni (HD 193793 / WR 140) es un sistema estelar en la constelación de Cygnus, el cisne, de magnitud aparente +6,89. Se encuentra a unos 6000 años luz de distancia del sistema solar.
V1687 Cygni es una sistema binario masivo formado por una supergigante azul de tipo espectral O5 y una estrella de Wolf-Rayet de tipo WC7.
La supergigante es la estrella más luminosa, 1,5 millones de veces más que el Sol, y su masa se estima en 54 ± 20 masas solares.
Su compañera es una estrella de Wolf-Rayet 316.000 veces más luminosa que el Sol con una masa de 20 ± 4 masas solares.
El período orbital del sistema es de 7,9 años y la órbita es muy excéntrica (ε = 0,88), lo que conlleva una separación entre componentes en el periastro —mínima separación— de 2 UA aumentando hasta 30 UA en el apoastro.
Los sistemas estelares masivos de tipo WR+O, como V1687 Cygni, producen plasma de alta temperatura calentado por el choque entre el viento estelar de la estrella de Wolf-Rayet y el de su acompañante. Ello crea una región de colisión del viento (WCR en inglés) que es fuente de emisión térmica (rayos X duros) y no térmica (sincrotrón), surgiendo esta última de electrones e iones acelerados a energías relativistas.
En el caso de V1687 Cygni, la excentricidad de la órbita modula claramente las espectaculares variaciones en la emisión, observadas en longitudes de onda que van desde rayos X hasta ondas de radio.
El sistema también es notable por ser el primero en el que se vio un aumento de luminosidad en el infrarrojo, atribuido a la formación de polvo que tiene lugar allí cuando el carbono se condensa en nubes parecidas a hollín en el viento estelar, absorbiendo una pequeña parte de la radiación ultravioleta de las dos estrellas y calentándose hasta 1.000 Kelvin para ser posteriormente dispersado por el viento estelar y al enfriarse por alejarse de las dos estrellas ir disminuyendo su emisión de radiación infrarroja. Se han observado varios de éstos episodios (e incluso en 2001 se pudo captar en el infrarrojo el polvo formado), con una periodicidad entre ellos que coincide con el período orbital del sistema, y tienen lugar cuando las dos estrellas están cerca de su periastro. Esto ha convertido a V1687 Cygni en el prototipo de sistemas con estrellas Wolf-Rayet en los cuales hay una formación periódica de polvo interestelar.